# 北巴西郡
北巴西郡，亦作北巴郡。中国古代的郡。
- 东晋末年，一说南朝宋元嘉八年（431年）后改巴西郡置，属梁州。治所在阆中县（今四川阆中市）。领五县，约当今四川阆中、苍溪、旺苍、南部、南充、西充等市县地。南朝宋、南朝齐属梁州，南朝梁时辖境缩小，属南梁州。西魏废帝二年（553）改为盘龙郡。
- 南朝宋元嘉十二年（435年）侨置北巴西郡，属益州。治所在今四川绵阳市境。元嘉十六年（439年）废。